# 世阿弥 (能)
『世阿弥』（ぜあみ）は、2013年より公演されている新作能の演目。
国立能楽堂開場30周年と世阿弥生誕650年を記念して哲学者の梅原猛によって書き下ろされた新作能。演出とシテは梅若玄祥、大槻文蔵や野村万作も出演し、2013年（平成25年）1月23日に京都観世会館で試演と制作発表が行われ、4月19日・20日に国立能楽堂で「スーパー能」と題して初演された。物語においてはシテ・ワキ・ツレの区別がなく、台詞はすべて現代語、地謡と囃子方がオーケストラピットに入るなど、他の新作能と比べてもかなりの違いがある。また、作中で使用される能面は世阿弥の長子・観世元雅が天河大弁財天社に奉納した阿古父尉の面を写したものが使用された。

## あらすじ
時の将軍・足利義教に疎まれ、その命を狙われていた世阿弥の子・元雅は庇護者である越智とともに伊勢国に旅立った。世阿弥と妻・寿椿はその身を案じていたが、旅立って1か月後、2人の前に現れた越智は元雅が亡くなったことを告げる。嘆き悲しむ2人であったが、それを慰めるべく幽霊となった元雅が2人の前に現れた。希望を取り戻した世阿弥は、訪れた禅竹と音阿弥に元雅の思いを伝えると、3人で共に舞いを舞う。

## 登場人物
以下、初演での演者等について併記する。
- 世阿弥：梅若玄祥（観世流梅若家）
- 寿椿：味方玄（観世流）
- 元雅：十世 片山九郎右衛門（観世流片山家）
- 越智：宝生欣哉（下掛宝生流）
- 禅竹：観世芳伸（観世流）
- 音阿弥：山階彌右衛門（観世流）
- 語り手：野村万作（和泉流）

### 囃子方
- 笛：藤田六郎兵衛（藤田流11世）
- 小鼓：大倉源次郎（小鼓方大倉流16世）
- 太鼓：安福光雄（太鼓方高安流）
- 太鼓：観世元伯（観世流太鼓方）

### 後見
- 山崎正道（観世流）
- 小田切康陽（観世流）
- 角当直隆（観世流）

### 地謡
- 大槻文蔵（観世流）
- 赤松禎英（観世流）
- 山本博道（観世流）
- 寺澤幸祐（観世流）
- 寺富康之（観世流）